# میهای هوسکا
میهای هوسکا (مجاری: Mihály Huszka; ۲ ژوئن ۱۹۳۳ – ۹ دسامبر ۲۰۲۲) وزنه‌بردار اهل مجارستان بود.